# Pronunciamiento
Ein Pronunciamiento (vom spanischen pronunciar ‚aussprechen‘) beschreibt einen Putsch, wie er im Spanien und Lateinamerika des 19. und 20. Jahrhunderts wiederholt vorkam. 

## Ablauf eines Pronunciamientos
Ein hoher Offizier sprach sich in einem öffentlichen Aufruf gegen die Politik der Regierung aus und rief alle Bürger auf, sich seinen Forderungen anzuschließen. Daraufhin zog er mit wenigstens einem Teil der von ihm befehligten Truppen auf die Hauptstadt zu. In anderen Städten unterstützten führende Offiziere den Aufruf. Um einen Bürgerkrieg bzw. seine Gefangennahme zu vermeiden, ging ein führendes Mitglied des Königshauses oder der Regierung auf die Forderungen der Aufrührer ein. Dabei war es nicht unbedingt nötig, dass der Initiator des Pronunciamientos an der neuen Regierung beteiligt wurde. Die Ziele eines Pronunciamientos konnten üblicherweise durch kurzfristig einzuleitende Maßnahmen erreicht werden.
Schlossen sich dem Aufruf des Offiziers nicht genug Unterstützer an, war das Pronunciamiento gescheitert und der Initiator versuchte ins Ausland zu fliehen.

## Beispiele für Pronunciamientos in Spanien
Als das erste Pronunciamiento gilt das Pronunciamiento de Elío. Als Ferdinand VII. im März 1814 auf dem Weg aus dem französischen Exil nach Madrid war, traf er in Valencia einerseits einen Vertreter der Regentschaft mit der Verfassung von Cádiz, andererseits einen absolutistischen Abgeordneten der ihm ein Manifest übergab, das 69 Abgeordnete des Parlaments verfasst hatten. Dieses Manifest ist, wegen der in ihm enthaltenen historischen Vergleiche, unter dem Namen Manifest der Perser bekannt. Am 17. April forderte General Francisco Javier de Elío den König auf, seine Rechte im Sinne des Manifestes der Perser wahrzunehmen. Er wies dabei auf seine Truppen hin, die bereitstünden, den Willen des Königs zu verwirklichen, wenn er sich denn im Sinne des Generals entscheiden würde. Aufgrund der Gegebenheiten und weil es ihm vermutlich auch mehr lag, entschloss sich der König gegen die Verfassung von 1812.
Im Zuge der Veränderungen durch das Pronunciamiento del Riegos wurde General Elío 1822 hingerichtet bzw. gelyncht.
Das Pronunciamiento des Rafael del Riego war der Beginn des Trienio Liberal. Es führte im Jahr 1820 dazu, dass die Verfassung von 1812 wieder eingeführt wurde. Das Ende des Trienio Liberal wurde dadurch ausgelöst, dass französisches Militär eine Umkehr der politischen Verhältnisse und die Hinrichtung des Hauptinitiators des Pronunciamientos Rafael del Riego bewirkte.
Die Regierungszeit der Königin Isabella II. war von 1836 an bis zu ihrem Gang ins Exil von Pronunciamientos geprägt, allerdings handelte es sich bei der Revolution von 1868 ursprünglich um einen Marineaufstand, nicht um einen Armeeputsch. Auch das Ende der Ersten Republik ist auf ein Pronunciamiento zurückzuführen.
Das Ende der Zweiten Republik glich äußerlich in der Anfangsphase einem Pronunciamiento. Es gab eine Erklärung von hohen Militärs, die sich gegen die Politik der Regierung aussprachen. Die Erklärung und die Forderungen der Putschisten gingen aber weit über eine Änderung der Politik hinaus. Sie forderten eine Veränderung des Systems und eine Rücknahme der eingeleiteten gesellschaftlichen Reformen. Darüber hinaus ist bei keiner der beiden Seiten ein Nachgeben zu erkennen gewesen.
Auch der gescheiterte Putsch vom 23. Februar 1981 gegen die demokratische Regierung von Adolfo Suárez wird als Pronunciamiento bezeichnet.